# Polycaoninae
Polycaoninae es una subfamilia dentro de la familia de coleópteros Bostrichidae. Contiene al menos dos géneros: Melalgus y Polycaon, y más de veinte especies descritas como Polycaoninae.

## Lista de especies
Melalgus
- Melalgus amoenus (Lesne, 1911d:46)
- Melalgus batillus (Lesne, 1902b:223)
- Melalgus borneensis (Lesne, 1911d:45)
- Melalgus caribeanus (Lesne, 1906a:399)
- Melalgus confertus (LeConte, 1866:103)
- Melalgus crassulus Lesne, 1911d:46
- Melalgus digueti (Lesne, 1911d:47)
- Melalgus exesus (LeConte, 1858:74)
- Melalgus feanus (Lesne, 1899d:634)
- Melalgus femoralis (Fabricius, 1792:361)
- Melalgus gonagrus (Fabricius, 1798:156)
- Melalgus gracilipes (Blanchard, 1843:205)
- Melalgus jamaicensis (Lesne, 1906a:397)
- Melalgus longitarsus (Lesne, 1911d:46)
- Melalgus megalops (Fall, 1901:254)
- Melalgus parvidens (Lesne, 1895:169)
- Melalgus parvulus (Lesne, 1925:29)
- Melalgus plicatus (LeConte, 1874:65)
- Melalgus rufipes (Blanchard, 1843:205)
- Melalgus strigipennis (Lesne, 1937f:323)
- Melalgus subdepressus (Lesne, 1897d:146)
- Melalgus talpula (Lesne, 1911d:47)
- Melalgus truncatus (Guerin-Meneville, 1844:186
- Melalgus valleculatus (Lesne, 1913d:191)

Polycaon
- Polycaon chilensis (Erichson, 1834:266)
- Polycaon granulatus (Van Dyke, 1923:43)
- Polycaon punctatus (LeConte, 1866:102)
- Polycaon stoutii (LeConte, 1853:233)